# آناستازیا هاپمن
آناستازیا هاپمن (انگلیسی: Anastasia Huppmann؛ زادهٔ ۱۶ نوامبر ۱۹۸۸) نوازنده پیانو اهل اتریش است. فهرست اجرایی او شامل آثار تک‌نوازی از فریدریک شوپن، فرانتس لیست، جوزف هایدن، کلود دبوسی، لودویگ فان بتهوون و آثار اکسترال سرگئی پروکفیف و رادیون شچدرین می‌شود.